# 拉克洛特
拉克洛特（法語：La Clotte，法語發音：[la klɔt]）是法国滨海夏朗德省的一个市镇，位于该省东南部，属于容扎克区。

## 地理
拉克洛特（45°7'4"N, 0°8'53"W）面积17.84 平方千米，位于法国新阿基坦大区滨海夏朗德省，该省份为法国西部滨海省份，北起旺代省，西临大西洋，南至吉倫特省，东南接多爾多涅省，东北接德塞夫勒省接壤，东临夏朗德省。
与拉克洛特接壤的市镇（或旧市镇、城区）包括：塞尔库、圣马丹德库、圣皮埃尔迪帕莱、拉戈尔斯、沙马代勒。

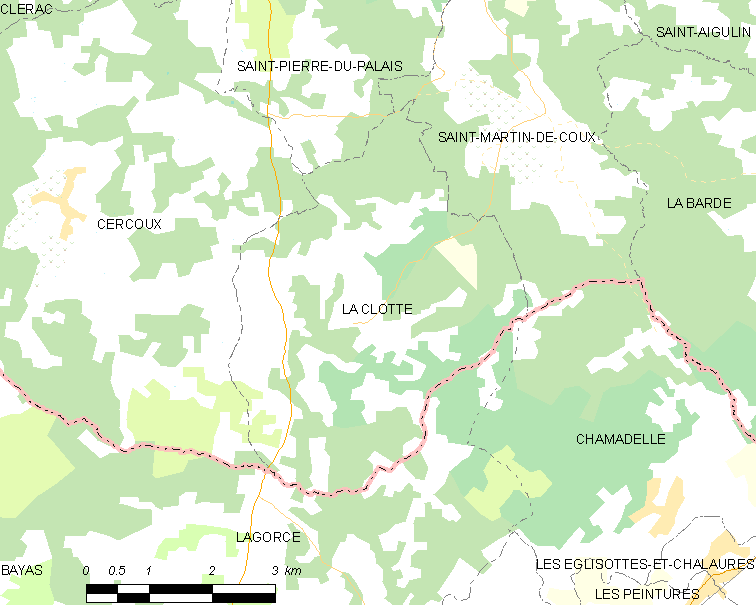
拉克洛特的OSM定位图

拉克洛特的时区为UTC+01:00、UTC+02:00（夏令时）。

## 行政
拉克洛特的邮政编码为17360，INSEE市镇编码为17113。

## 政治
拉克洛特所属的省级选区为三山县。

## 人口

1962-2008年间拉克洛特人口变化图示

拉克洛特于2022年1月1日时的人口数量为708人。